# 张骥 (1963年)
张骥（1963年5月—），男，汉族，湖北荆门人，中华人民共和国政治人物，现任中国共产党第二十届中央纪律检查委员会委员，中央纪委国家监委驻外交部纪检监察组组长，外交部党委委员。